# Fileteado

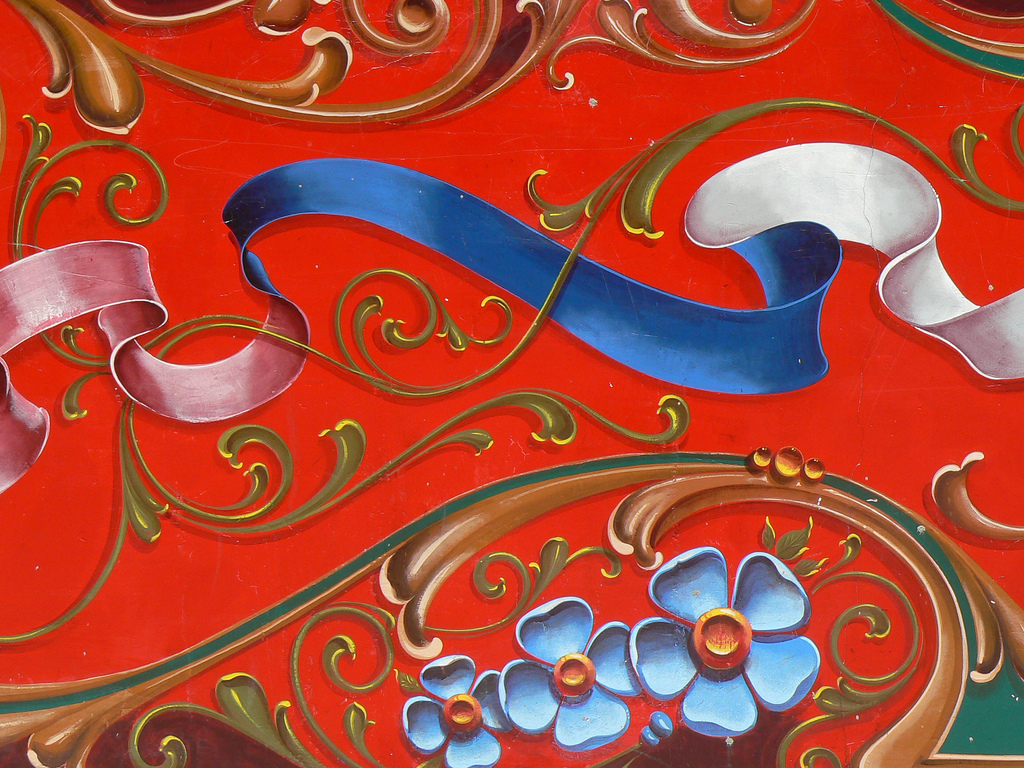
Detalj ur en traditionell fileteado framställd i Buenos Aires.

Fileteado är en konstnärlig målarteknik, med stiliserade linjer och blommande, klättrande växter som vanligtvis används i Buenos Aires i Argentina. Den används för att smycka alla möjliga sorters objekt: skyltar, taxibilar, lastbilar och till och med de gamla colectivos, Buenos Aires bussar.
Filetes (linjerna i filetado) är oftast fulla med färgglada utsmyckningar och symmetrier med poetiska fraser, ordspråk och aforismer, både humoristiska eller grova, emotionella eller filosofiska. De har varit en del av kulturen hos Porteños (invånarna i Buenos Aires) sedan början av 1900-talet.
Filetes var från början enkla prydnader, som senare blev en symbolisk form av konst för staden. Många initiativtagare var europeiska immigranter, som tog med sig konst som sedan blandades med den lokala traditionen, vilket ledde till en väldigt typisk argentinsk stil. Fileteado erkändes som konst efter år 1970, då den ställdes ut för första gången.

## Bildgalleri

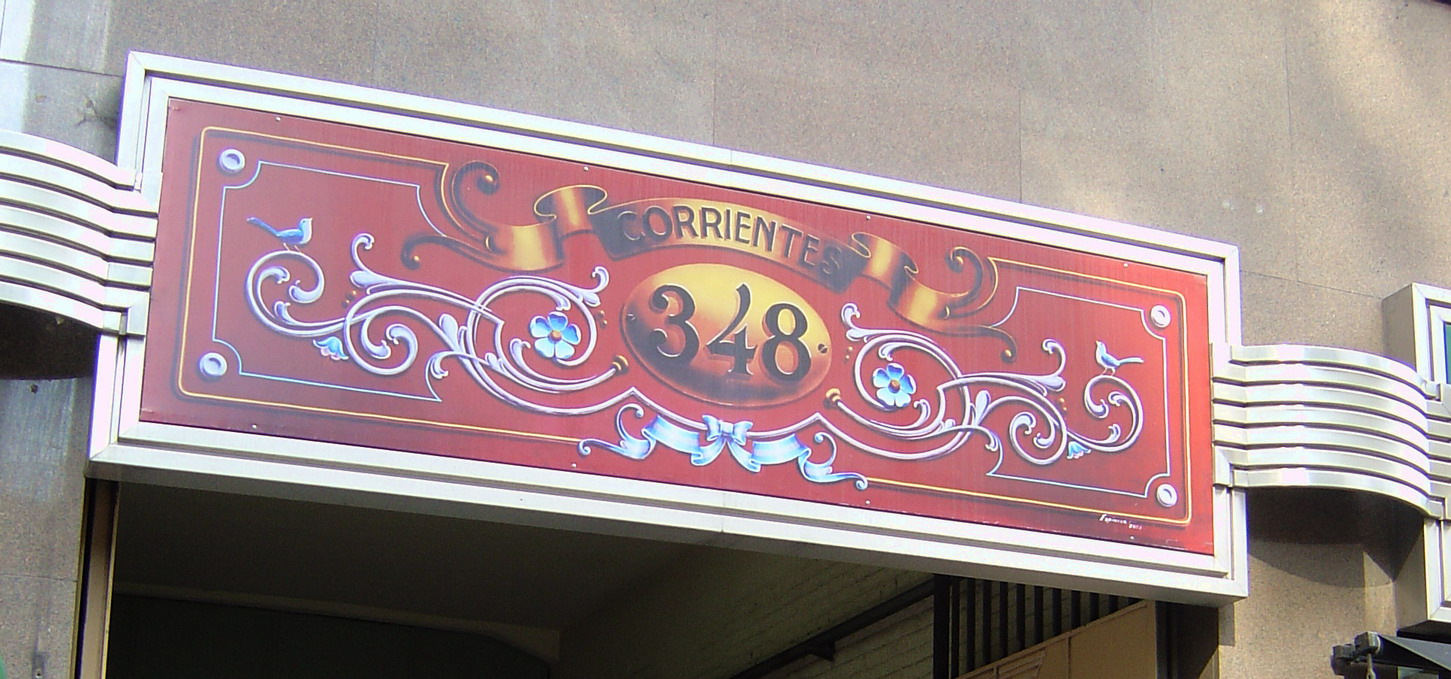
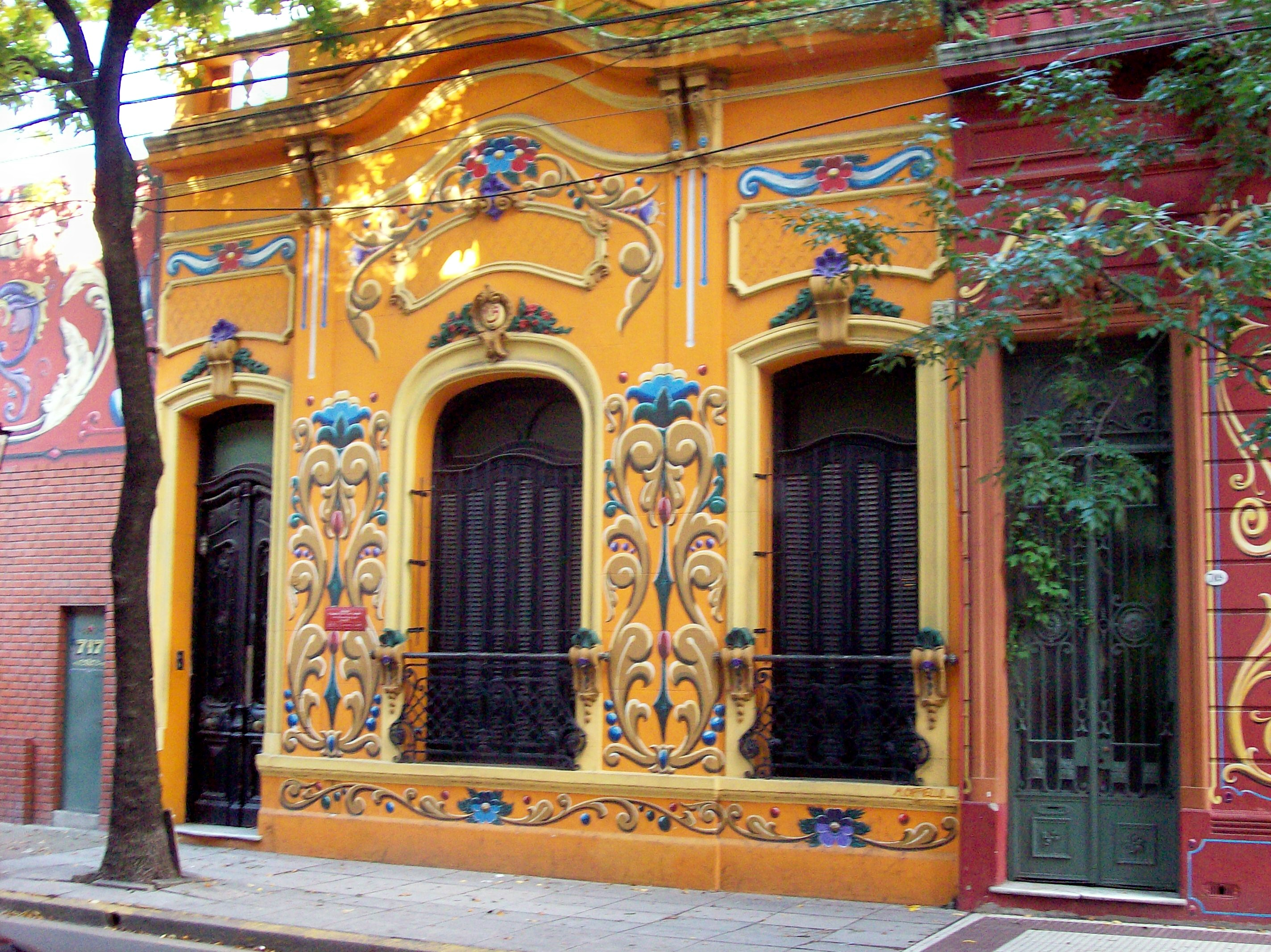
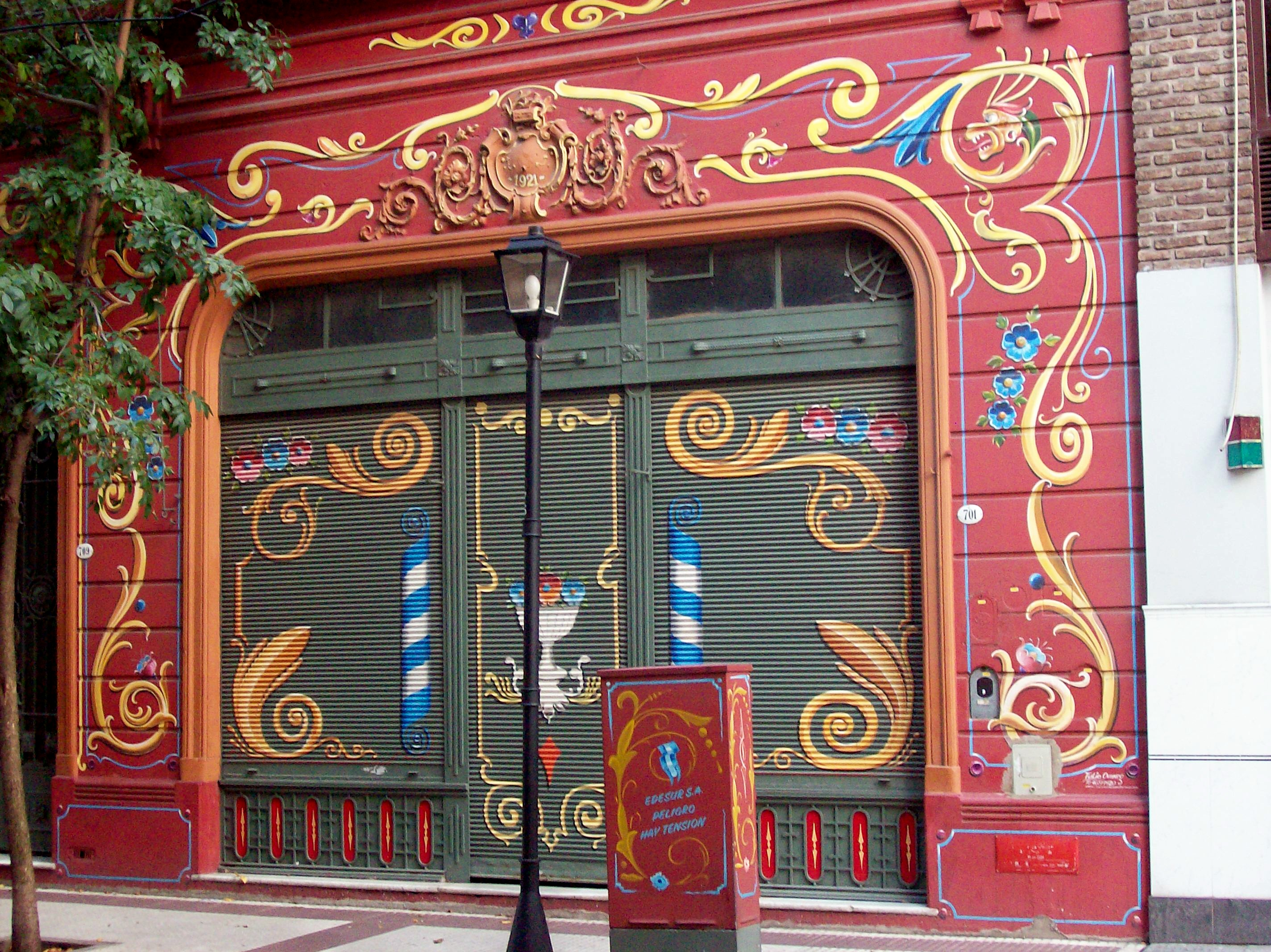
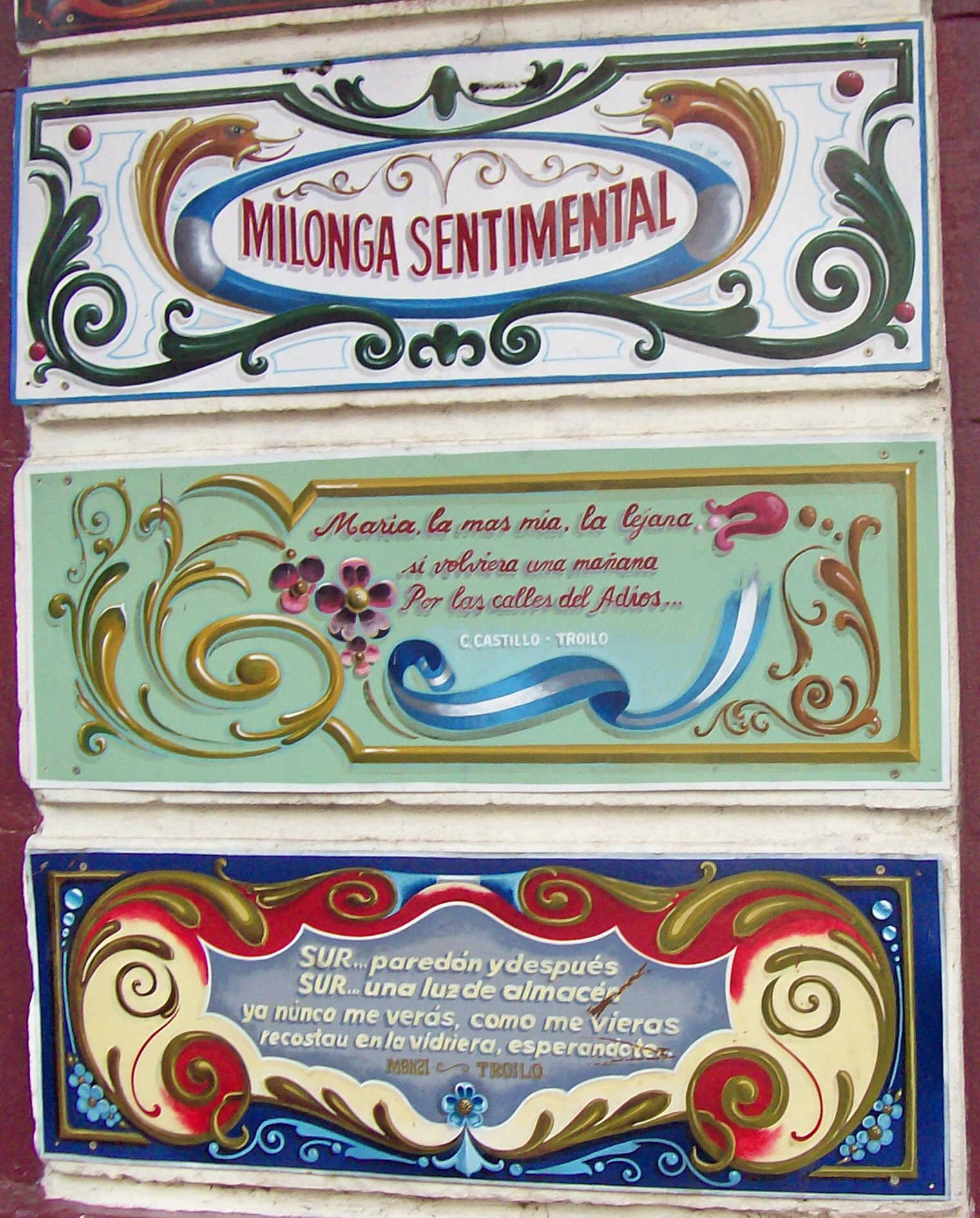
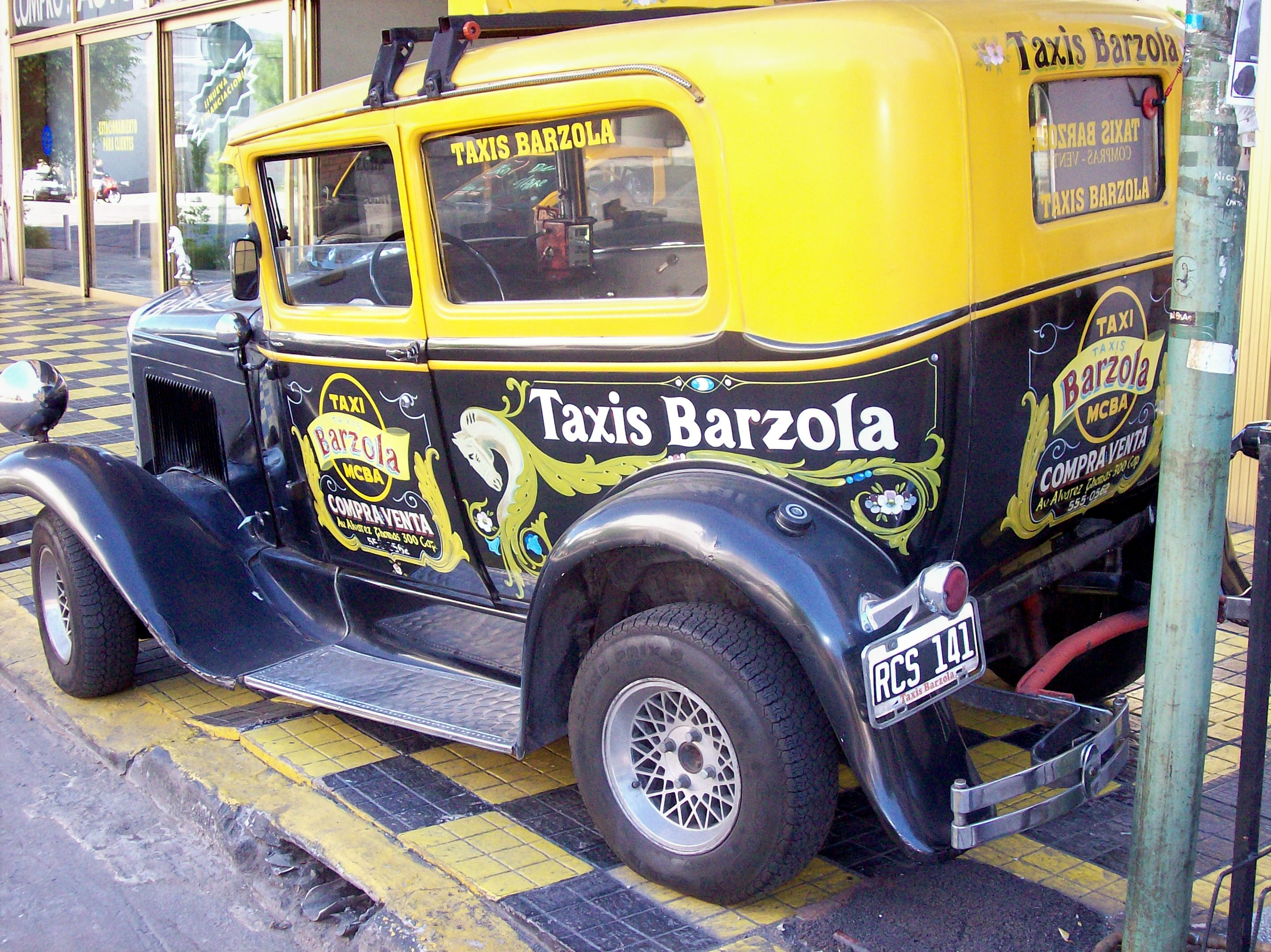
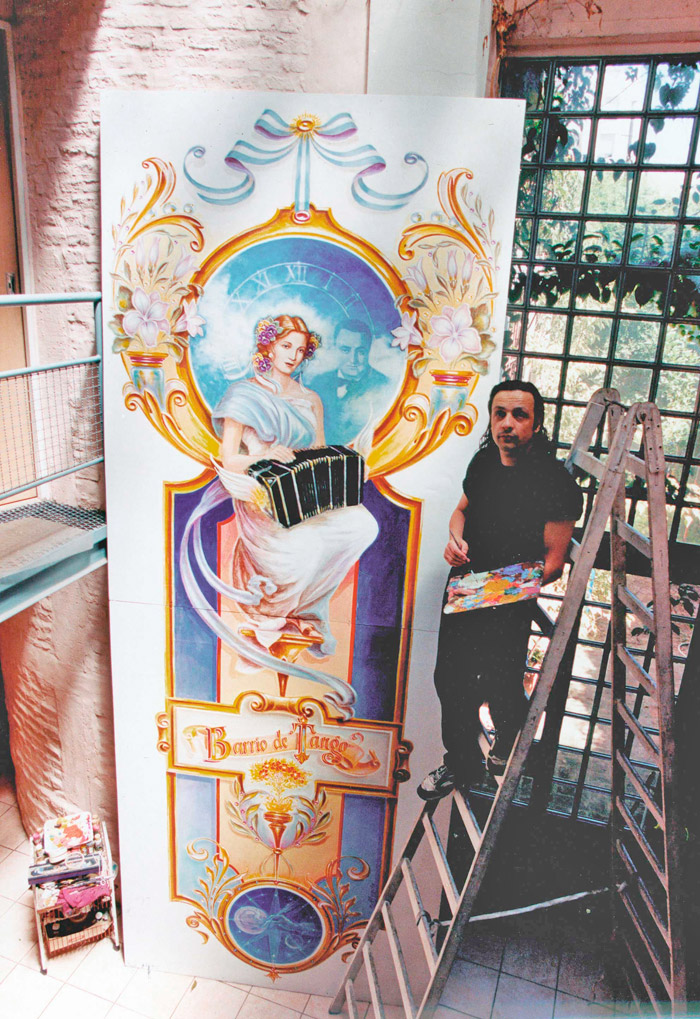
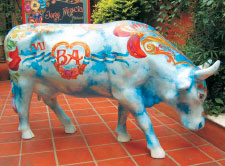
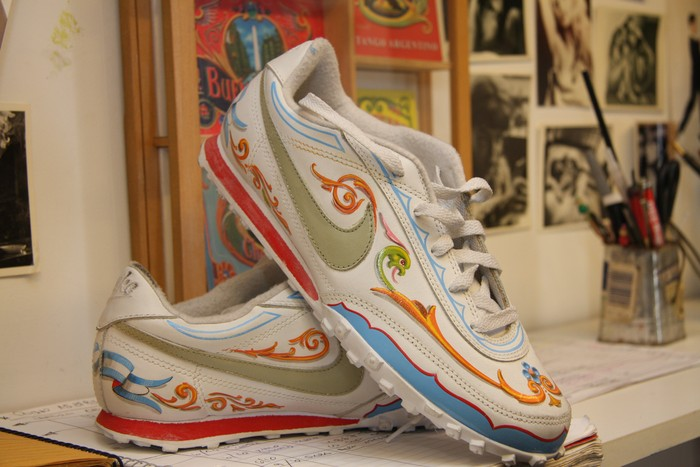